# Arvid Allerby
Arvid Allerby, född 29 oktober 1914 i Oskar Fredriks församling i Göteborg, död 9 mars 1989 i Backa församling i Göteborg, var en svensk konstnär.
Allerby studerade vid en privat målarskola i Malmö och bedrev självstudier under studieresor. Hans konst består av landskapsmålningar med skogs- och ödemarksmotiv utförda i olja.